# Hyalorrhoe
Hyalorrhoe là một chi bướm đêm thuộc họ Geometridae.